# 南雲親一郎
南雲 親一郎（なぐも しんいちろう、1886年（明治19年）9月19日 - 1963年（昭和38年）11月22日）は、日本の陸軍軍人。満洲国陸軍軍官学校長。大韓民国大統領朴正熙の恩師。最終階級は陸軍少将。

## 経歴
1886年（明治19年）に山形県で生まれた。陸軍士官学校第19期卒業。1933年（昭和8年）8月に陸軍歩兵大佐に進級し、第2師団司令部附となり、新潟医科大学に配属された。1935年（昭和10年）3月15日に津連隊区司令官に転じ、1936年（昭和11年）に歩兵第78連隊長に就任した。
1937年（昭和12年）8月2日に陸軍少将に進級し、第8師団司令部附を経て、9月16日に歩兵第108旅団長（北支那方面軍・第110師団）に就任した。日中戦争に出動し、京漢鉄道沿線・石門地区の警備や、冀西・晋察冀辺区で討伐戦を行い、治安維持に努めた。1939年（昭和14年）5月31日に北支那方面軍司令部附となり、7月22日に独立混成第15旅団長（北支那方面軍）に就任した。12月1日に待命、12月28日に予備役に編入された。
その後満洲国陸軍軍官学校長に就任し、1944年（昭和19年）に朴正熙が同校を卒業している。卒業後は、朴から高麗人参が送られるようになったという。
1945年（昭和20年）3月31日に召集され、山形連隊区司令官兼山形地区司令官に就任した。1947年（昭和22年）11月28日、公職追放仮指定を受けた。
1961年（昭和36年）11月に国家再建最高会議議長となった朴正熙が訪日した際には、池田勇人総理との会談後に開かれた昼食会に呼ばれ、再会を果たした。

## 人物
自衛隊の初代統合作戦司令官南雲憲一郎空将は孫である。
『七星 : 満洲国軍日系軍官七期生誌』（七星会、1984年）によれば、真珠湾攻撃などを指揮した旧海軍の南雲忠一大将は従弟と記載しており、また『大陸の光芒 : 満洲国軍日系軍官四期生誌 下巻』（満洲国軍日系軍官四期生会編、1983年）でも、南雲大将は同族関係、梅津美治郎元関東軍総司令官は親戚にあたると記載している。ただし南雲憲一郎空将は南雲大将との血縁関係を否定している。

## 栄典
- 1912年（大正元年）8月1日 - 韓国併合記念章[14]